# Pelkosenniemi
Pelkosenniemi (Sami inari: Pelkosnjargâ) es un municipio de Finlandia.
Pelkosenniemi se localiza en la provincia de Lapland. El municipio cubre un área de 1,881.73 km² de los cuales 45.4 km² son agua, y su población es de 935 habitantes (2015). La densidad de población es de 0.51 habitantes
por km². Los municipios vecinos son Kemijärvi, Rovaniemi, Salla, Savukoski y Sodankylä.
El municipio es monolingüe y su idioma oficial es el finés; en el año 2000 era el último municipio restante en Finlandia en tener la totalidad de su población con hablantes de finés. En 2010, tan sólo había dos hablantes nativos de otras lenguas en Pelkosenniemi.

## Trivia
- Andy McCoy, anteriormente Antti Hulkko, guitarrista líder de Hanoi Rocks, nació en Pelkosenniemi.